# Kleine-Gartmanplantsoen

Vue du Hirschgebouw lors de l'ouverture de l'Apple Store en 2012.

Le Kleine-Gartmanplantsoen est à la fois une place et un espace vert du centre d'Amsterdam. Il fait office de liaison entre Leidseplein, l'une des principales places de la ville, et le Weteringschans. L'espace vert à proprement parler est situé dans le prolongement du Lijnbaansgracht, et est souvent considéré à tort comme le prolongement de Leidseplein. Au numéro 2 de la place se trouve l'ancien siège du magazine de mode Hirsch & Cie, qui abrite aujourd'hui le siège de Apple aux Pays-Bas, de même qu'un Apple Store sur les deux premiers étages.
L'espace vert a été baptisé en l'honneur de l'actrice néerlandaise Maria Kleine-Gartman (1818-1885). Étant donné que le mot « klein » signifie « petit » en néerlandais, le nom de la place est souvent interprété à tort comme « Petite place Gartman ».